# Норт-Окс (Міннесота)
Норт-Окс (англ. North Oaks) — місто (англ. city) в США, в окрузі Ремсі штату Міннесота. Населення — 5272 особи (2020).

## Географія
Норт-Окс розташований за координатами 45°5′59″ пн. ш. 93°6′15″ зх. д. / 45.09972° пн. ш. 93.10417° зх. д. (45.099813, -93.104137).  За даними Бюро перепису населення США в 2010 році місто мало площу 22,35 км², з яких 17,92 км² — суходіл та 4,43 км² — водойми.

## Демографія
Згідно з переписом 2010 року, у місті мешкало 4469 осіб у 1746 домогосподарствах у складі 1378 родин. Густота населення становила 200 осіб/км².  Було 1868 помешкань (84/км²).
Расовий склад населення:
| - 93,0 % — білих - 5,2 % — азіатів - 0,4 % — чорних або афроамериканців - 0,2 % — корінних американців |

До двох чи більше рас належало 1,1 %. Частка іспаномовних становила 1,2 % від усіх жителів.
За віковим діапазоном населення розподілялося таким чином: 20,9 % — особи молодші 18 років, 53,5 % — особи у віці 18—64 років, 25,6 % — особи у віці 65 років та старші. Медіана віку мешканця становила 53,1 року. На 100 осіб жіночої статі у місті припадало 93,0 чоловіків;  на 100 жінок у віці від 18 років та старших — 91,0 чоловіків також старших 18 років.
Середній дохід на одне домашнє господарство  становив 214 069 доларів США (медіана — 151 397), а середній дохід на одну сім'ю — 239 019 доларів (медіана — 189 773). За межею бідності перебувало 2,3 % осіб, у тому числі 0,7 % дітей у віці до 18 років та 2,3 % осіб у віці 65 років та старших.
Цивільне працевлаштоване населення становило 1832 особи. Основні галузі зайнятості: освіта, охорона здоров'я та соціальна допомога — 24,3 %, виробництво — 17,3 %, фінанси, страхування та нерухомість — 13,1 %, роздрібна торгівля — 12,8 %.